# گنجشکک اشی‌مشی (فیلم)
گنجشکک اشی‌مشی فیلمی ایرانی به کارگردانی وحید نیکخواه آزاد، غلامرضا رمضانی و مسعود کرامتی محصول سال ۱۳۹۲ است.

## داستان
قصهٔ نفس، جلیل، نرگس و... گنجشک‌های کوچکی که لب بوم ما می‌نشینند و با برف حادثه، غریبانه به حوض نقاشی می‌افتند.

## بازیگران
| بازیگران          | نقش |
| ----------------- | --- |
| حسن پورشیرازی     |     |
| فاطمه گودرزی      |     |
| شیوا ابراهیمی     |     |
| کاوه احمدی        |     |
| ارشیا صادقی       |     |
| نگار نیکخواه آزاد |     |
| یکتا ناصر         |     |
| لیلا زارع         |     |
| کیمیا حسینی       |     |
| سروش صحت          |     |
| نگار عابدی        |     |
| مسعود کرامتی      |     |
| مژده لواسانی      |     |
| خشایار قهرمانی    |     |